# Załęcze Wielkie
Załęcze Wielkie est une localité polonaise de la gmina de Pątnów, située dans le powiat de Wieluń en voïvodie de Łódź.
Des affleurements du Jurassique (Oxfordien) se situent dans des carrières abandonnées autour de Załęcze Wielkie. On y a trouvé des fossiles d’un crocodylomorphe thalattosuchien de la super-famille des Teleosauroidea.